# دائرة برج الغدير
دائرة برج الغدير 
إحدى دوائر ولاية برج بوعريرج. تضم بلديات بليمور، العناصر، غيلاسة ،تقلعيت ،وبلدية برج الغدير.

## مواضيع ذات صلة
- دوائر ولاية برج بوعريريج